# すべて実話だ世界のふしぎ
『すべて実話だ世界のふしぎ』（すべてじつわだせかいのふしぎ）は、1990年から1991年にかけてポプラ社から刊行された小・中学生向けのノンフィクション小説シリーズ。文は中山光義。

## 概要
毎巻世界にある不思議な現象をそれぞれの巻のテーマに沿って紹介している。ネッシーや雪男などの未確認生物やUFOに超常現象、インカ帝国や大航海時代の海底の宝探しなどを紹介し、野生児や襲名制で生き続けるダライ・ラマなども紹介した。全10巻。90年代の作品故に荒唐無稽かつ真相不明な内容が多いのが特徴たが、第2巻消えた人間消えた船では北朝鮮の拉致問題に触れているなど児童向けとは思えない濃い内容も描かれている。

## 作品一覧
- すべて実話だ世界のふしぎ(1) 死んだ人間が生まれかわる 絵・関よしみ、1990年5月発行 ISBN 4-591-03396-1
  - エピソード - 野生児と輪廻転生、襲名制で六百年生き続けるダライ・ラマの話を文章と漫画風の挿絵で紹介。
- すべて実話だ世界のふしぎ(2) 消えた人間 消えた船 絵・松田慎太郎、1990年7月発行 ISBN 4-591-03397-X
  - エピソード - 真偽不明のラング事件とベンジャミン・バサースト失踪事件。世界と日本の失踪事件、北朝鮮の拉致問題、悪魔に魂を売ったデッケン船長の話など。
- すべて実話だ世界のふしぎ(3) 三日三晩降った魚の雨 絵・小酒井久子、1990年8月発行 ISBN 4-591-03398-8
  - 空から降る魚や蛙、火山爆発で吹き飛んだ島の話。
- すべて実話だ世界のふしぎ(4) 呪いのダイヤモンド 絵・水戸成幸、1990年8月発行 ISBN 4-591-03399-6
  - ホープダイヤの呪いの話とアフリカ大陸を縦断したエドワード・グローガン（英語版）とシャープの話など。
- すべて実話だ世界のふしぎ(5) なぞの怪物大海竜 絵・佐伯克介、1990年9月発行 ISBN 4-591-03400-3
  - 大ウミヘビシーサーペントとキャディ伝説。海底の宝探しインカ帝国の黄金伝説。
- すべて実話だ世界のふしぎ(6) アメリカにも忠犬ハチ公がいた 絵・黒子光子、1990年11月発行 ISBN 4-591-03676-6
  - アメリカ版の忠犬ハチ公と動物の不思議。
- すべて実話だ世界のふしぎ(7) 雪男を見た十七人の証言 絵・有馬佳代子、1991年1月発行 ISBN 4-591-03677-4
  - ヒマラヤの雪男イエティとリンゴを盗む雪男、山々の不思議と巨大ヘビ、シーラカンスの発見。
- すべて実話だ世界のふしぎ(8) 雪のシベリア脱走3万キロ 絵・佐伯克介、1991年1月発行 ISBN 4-591-03678-2　
  - ネス湖の怪物ネッシー。シベリアからドイツまで帰還したクレマン・フォレル（英語版）中尉とポルターガイストを起こす幽霊と巨人の積み木遊び。
- すべて実話だ世界のふしぎ(9) おそろしいバッタの大襲来 絵・水戸成幸、1991年2月発行 ISBN 4-591-03679-0
  - バッタの大量発生と6000mから飛び降りて生還したアルキメイド軍曹、人体発火現象の話。
- すべて実話だ世界のふしぎ(10) UFOのなぞをさぐる 絵・高橋邦生、1991年3月発行 ISBN 4-591-03680-4
  - 本作品の最終巻。UFO総特集。